# Блежой
Блежой (рум. Blejoi) — село у повіті Прахова в Румунії. Адміністративний центр комуни Блежой.
Село розташоване на відстані 62 км на північ від Бухареста, 6 км на північ від Плоєшті, 80 км на південний схід від Брашова.

## Населення
За даними перепису населення 2002 року у селі проживали 3576 осіб.
Національний склад населення села:
| Національність | Кількість осіб | Відсоток |
| -------------- | -------------- | -------- |
| румуни         | 3541           | 99,0%    |
| цигани         | 33             | 0,9%     |

Рідною мовою назвали:
| Мова      | Кількість осіб | Відсоток |
| --------- | -------------- | -------- |
| румунська | 3562           | 99,6%    |
| циганська | 12             | 0,3%     |